# E-Label
Das E-Label für Wein und weinhaltige Getränke ist ein digitales Etikett für Weine, das zur Erfüllung der Verordnung (EU) 2021/2117 eingeführt wurde. Es zielt darauf ab, den Verbrauchern umfassende Informationen über das Produkt zur Verfügung zu stellen, wie z. B. Name, Jahrgang, Rebsorte, Volumen, Nährstoffgehalt, Liste der Zutaten und Allergene, Nachhaltigkeitsinformationen und Richtlinien für einen verantwortungsvollen Konsum. Für in Italien verkaufte Produkte kann das E-Label auch Informationen zum Recycling enthalten.
Seit dem 8. Dezember 2023 gelten neue EU-Kennzeichnungsvorschriften für Wein und aromatisierte Weinerzeugnisse, die eine größere Transparenz in der Weinindustrie einführen. Entscheidend dabei ist, ob der Wein vor oder nach diesem Datum hergestellt wurde (Siehe Absatz „Herstellungsdatum“). Durch die Verordnung (EU) 2021/2117 werden Hersteller verpflichtet, umfassende Informationen über Inhaltsstoffe, Nährwerte und Allergene, wie Sulfite, auf den Etiketten anzugeben. Diese Regelungen erweitern die bisherigen Informationspflichten erheblich und beziehen sich auf verschiedene Weinprodukte, einschließlich Stillwein und Schaumwein. Ziel ist es, die Sicherheits- und Gesundheitsstandards zu verbessern und Konsumenten EU-weit verständliche Produktinformationen zu bieten. Die Vorschriften befürworten auch den Einsatz von QR-Codes, um den Verbrauchern einen schnellen digitalen Zugriff auf detaillierte Produktinformationen zu ermöglichen. Diese müssen klar verlinkt und gemäß den EU-Richtlinien gestaltet sein, um eine hohe Informationsqualität und Zugänglichkeit zu gewährleisten. Sie sollten mindestens 1 × 1 cm groß und auf der Rückseite der Flasche angebracht sein, um den Zugang zum E-Label zu ermöglichen. Dieser QR-Code bzw. der darin enthaltene Weblink kann auch in Webshops verlinkt werden, um den Vorschriften zu entsprechen. Auf dem E-Label selbst sind keine Marketing-Inhalte erlaubt, aber es ist möglich, Weblinks oder ein zusätzliches Menü anzuzeigen, sofern der Zweck des E-Labels nicht eingeschränkt wird. Es muss so lange aufbewahrt werden, wie das Produkt im Handel erhältlich ist. Das Sammeln von persönlichen Kundendaten über das E-Label ist nicht erlaubt, jedoch können Auswertungen von Scan-Raten oder eine grobe Lokalisierung von Scans über IP-Adressen möglich sein.

## Wein- und Weinerzeugnisse
Die neuen EU-Kennzeichnungsvorschriften tangieren eine Vielzahl von Weinarten. Hier ist eine Liste der Weinarten, die den neuen Regelungen der EU-Verordnung unterliegen:
- Stillwein (inklusive Weißwein, Rotwein und Roséwein)
- Likörwein (z. B. Portwein, Sherry)
- Schaumwein (z. B. Champagner, Sekt)
- Qualitätsschaumwein
- Aromatischer Qualitätsschaumwein
- Schaumwein mit zugesetzter Kohlensäure
- Perlwein
- Perlwein mit zugesetzter Kohlensäure
- Teilweise gegorener Traubenmost (z. B. Federweißer)
- Wein aus eingetrockneten Trauben (z. B. Strohwein)
- Wein aus überreifen Trauben
- Entalkoholisierter Wein und teilweise entalkoholisierter Wein

Zusätzlich gelten die Regelungen auch für:
- Aromatisierter Wein
- Aromatisierte weinhaltige Getränke
- Aromatisierte weinhaltige Cocktails

## Kategorien für das E-Label
Diese umfassenden Kategorien stellen sicher, dass eine breite Palette von Produkten in der Weinindustrie transparent und einheitlich gekennzeichnet wird, um den Verbrauchern detaillierte Informationen über Inhaltsstoffe und Nährwerte zu liefern.

### Das Herstellungsdatum
Die Definition, ab wann ein Wein als „hergestellt“ gilt, ist für die Anwendung der neuen EU-Kennzeichnungsvorschriften zentral. Ein Weinprodukt gilt als hergestellt, wenn es die wesentlichen Eigenschaften und Anforderungen seiner spezifischen Kategorie erreicht hat, wie in der GMO-Verordnung festgelegt. Für Stillwein bedeutet dies, dass er als hergestellt angesehen wird, sobald die alkoholische Gärung abgeschlossen ist. Bei Schaumwein, der durch eine zweite Gärung in der Flasche entsteht, wird der Wein erst nach Abschluss dieser zweiten Gärung als hergestellt betrachtet. Bei aromatisierten Weinen, einschließlich solcher mit zusätzlichen Zutaten wie Kräutern oder Gewürzen, wird der Zeitpunkt der finalen Zusammensetzung oder der letzte Produktionsschritt als der Moment angesehen, in dem der Wein hergestellt ist. Diese Klarstellungen sind entscheidend, um festzulegen, ab wann die neuen Kennzeichnungsvorschriften für ein Produkt gelten.

Welche Daten müssen bereitgestellt werden:
Die neuen EU-Kennzeichnungsvorschriften für Wein und aromatisierte Weinerzeugnisse verlangen die Bereitstellung umfassender Daten auf den Produktetiketten. Dazu gehören vollständige Zutatenlisten, die alle verwendeten Substanzen und Zusatzstoffe, einschließlich Allergene wie Sulfite, auflisten. Des Weiteren müssen Nährwertangaben gemacht werden, die Informationen über Kalorien, Kohlenhydrate, Zucker sowie geringfügige Mengen von Fett, gesättigten Fettsäuren, Eiweiß und Salz enthalten. Diese Informationen müssen in einer für den Verbraucher verständlichen Sprache präsentiert und gut lesbar sein. Alle diese Daten müssen korrekt, aktuell und leicht zugänglich sein, um den Verbrauchern eine fundierte Produktauswahl zu ermöglichen.

### Zutatenverzeichnis
Im Zutatenverzeichnis sind sämtliche Substanzen aufzulisten, die während der Herstellung eines Weinerzeugnisses verwendet werden und im finalen Produkt verbleiben. Ausnahmen bilden hier die sogenannten Verarbeitungshilfsstoffe, die während des Herstellungsprozesses verwendet und vor der Fertigstellung des Produkts entfernt werden.
An den Beginn des Verzeichnisses ist stets die Überschrift „Zutaten:“ zu setzen, gefolgt von den verwendeten Bestandteilen, die nach ihrem Gewichtsanteil in absteigender Reihenfolge angeordnet sind. Die Bezeichnung der Zutaten soll die offiziell rechtlich vorgeschriebenen oder verkehrsüblichen Namen verwenden, ergänzt durch die entsprechende E-Nummer, sofern vorhanden. Zusätzlich ist jeder Zusatzstoff seiner Funktion nach zu klassifizieren.
Standardmäßig führt das Zutatenverzeichnis mit „Trauben“ oder „Traubenmost“ (sofern noch unbehandelt) und typischerweise folgt „Zucker“ bei einer Anreicherung. Bei Verschnitten ist es ratsam, alle verwendeten Zutaten zusammenfassend aufzuführen, wie beispielsweise Zucker, Weinsäure oder Schwefeldioxid, jeweils nur einmal im Verzeichnis. Komponenten, die weniger als 2 % des Endproduktes ausmachen, dürfen am Ende des Verzeichnisses in beliebiger Reihenfolge gelistet werden.
Alle Allergene müssen im Zutatenverzeichnis deutlich gekennzeichnet und optisch hervorgehoben werden, in der Regel durch Fettdruck. Beispiele für Allergenangaben sind „Schwefeldioxid“ oder „E220 (Sulfite)“, „Kaliumbisulfit“, „Kaliummetabisulfit“, „Lysozym (Ei)“, „Eialbumin“, „Casein (Milch)“, wobei letzteres gegebenenfalls auch als Verarbeitungshilfsstoff geführt wird.
Steht das Zutatenverzeichnis direkt auf dem Etikett, kann die Angabe „Enthält Sulfite“ entfallen. Wird jedoch ein QR-Code verwendet, ist weiterhin die Angabe „Enthält Sulfite“ auf dem Etikett notwendig.
Die Klassifikation der önologischen Behandlungsstoffe als Zusatz- oder Verarbeitungshilfsstoffe ist in Anhang I Teil A Tabelle 2 der EU-Verordnung 2019/934 dokumentiert, zugänglich über eine Suche nach der konsolidierten Fassung der VO (EU) Nr. 2019/934.

Welche technischen Bedingungen müssen für die Bereitstellung über ein E-Label erfüllt sein?
Für die Bereitstellung von Informationen über ein E-Label müssen bestimmte technische Bedingungen erfüllt sein, um die Einhaltung der EU-Kennzeichnungsvorschriften zu gewährleisten. Zentral ist dabei die Nutzung eines QR-Codes, der gut sichtbar auf dem Produktetikett platziert wird und bei Scannen direkt zu einer spezifischen Webseite führt, die alle erforderlichen Informationen bereithält. Die Webseite, auf die der QR-Code verlinkt, muss benutzerfreundlich, barrierefrei und ohne Werbung oder andere kommerzielle Inhalte gestaltet sein, um eine klare und unverfälschte Informationsvermittlung zu sichern. Technisch muss zudem sichergestellt werden, dass beim Abrufen der Daten keine persönlichen Daten der Nutzer erfasst oder gespeichert werden, um Datenschutzbestimmungen zu entsprechen. Weiterhin muss der QR-Code eine Mindestgröße haben, um seine Funktionstüchtigkeit und leichte Scanbarkeit zu garantieren, wobei häufig eine Größe von mindestens 1 cm × 1 cm empfohlen wird. (In Italien 1,5 cm × 1,5 cm) Diese technischen Anforderungen sind entscheidend, um eine effektive und sichere Nutzung des E-Labels zu ermöglichen.

### Toleranzen
In der EU sind die Toleranzen für Nährwertangaben standardisiert. Bei Weinen, die weniger als 100 g/l Zucker enthalten – was auf die meisten Weine außer edelsüße Weine zutrifft – ist eine Toleranz von 2 g/100 ml (entspricht 20 g/l) erlaubt. Bei edelsüßen Weinen, die über 100 g/l Zucker aufweisen, sind Abweichungen von ± 20 % bei der Zucker- bzw. Kohlenhydratangabe zulässig. Für den Brennwert gibt es keine einheitlich festgelegte EU-Toleranz. Dennoch können durch die Toleranzen in Alkoholgehalt, Restzucker und Säure auch bei Brennwertangaben gewisse Schwankungen auftreten, die innerhalb akzeptierter Grenzen liegen.

Wo müssen überall die geforderten Informationen bereitgestellt werden?
Die erforderlichen Informationen über Inhaltsstoffe und Nährwerte von Wein und aromatisierten Weinerzeugnissen müssen laut EU-Vorschriften an mehreren Stellen verfügbar sein. Sie sind auf den Produktetiketten anzugeben, damit Konsumenten direkt am Verkaufsort Einsicht haben. Diese Daten müssen ebenfalls in Online-Shops und auf digitalen Verkaufsplattformen präsent sein, um eine vollständige Information beim Online-Kauf zu gewährleisten. Zudem sind sie auf allen Materialien, die eine Kaufmöglichkeit bieten, erforderlich. Bei Nutzung von E-Labels ermöglicht das Scannen eines QR-Codes, der auf Etiketten gedruckt ist, einen schnellen Zugriff auf diese Informationen. Auf gedruckten Materialien können Informationen über Sammel QR-Codes bereitgestellt werden, die die geforderten Daten von mehreren Weinen darstellen.

## E-Label in Deutschland
In Deutschland gilt die Verordnung ab dem 8. Dezember 2023 nach der EU-Verordnung 2021/2117. Bis auf den Brennwert können alle Inhaltsstoffe auch virtuell angegeben werden.
Das Bundeslandwirtschaftsministerium ist für die Gesetzgebung zum E-Label in Deutschland zuständig, und Verbände wie der Deutsche Weinbauverband vertreten die Interessen der Winzer bei der Umsetzung des E-Labels.